# Артур (река, Тасмания)
Артур (англ. Arthur River) — река в северо-западной части Тасмании (Австралия). Общая длина реки составляет 189 км — тем самым, она является третьей по длине рекой Тасмании, вслед за реками Саут-Эск (252 км) и Деруэнт (215 км). Она всего лишь немного длиннее четвёртой и пятой рек Тасмании — Гордон (186 км) и Хьюон (169 км).
У впадения реки Артур в Индийский океан находится небольшой одноимённый посёлок Артур-Ривер, население которого по переписи 2006 года составляло 121 человек. Посёлок и река были названы в честь Джорджа Артура — лейтенант-губернатора Земли Ван-Димена (ныне Тасмании) в 1823—1837 годах.

## География
Исток реки Артур находится на северо-западе Тасмании, примерно в 10 км юго-западнее населённого пункта Уората, чуть южнее автомобильной дороги  Waratah Road, на территории района местного самоуправления Уората-Уинъярд (англ. Waratah-Wynyard Council).
От истока река Артур течёт сначала на север, а потом поворачивает на запад. Практически на протяжении всего пути, река Артур протекает по диким и ненаселённым областям северо-западной части Тасмании. Река Артур имеет множество притоков, в том числе реки Франкленд (Frankland River), Рэпид (Rapid River), Хеллиер (Hellyer River) и другие. Площадь бассейна реки Артур составляет 2492 км² (по другим данным, 2495,2 км²).
Хотя, согласно формальному определению, устье реки находится в зоне Большого Австралийского залива, на картах Тасмании он обычно не упоминается. Посёлок Артур-Ривер, у которого река впадает в Индийский океан, административно принадлежит к району местного самоуправления Сёркьюлар-Хед (англ. Circular Head Council), названному по имени горы в городе Стэнли у северного побережья Тасмании.
Рядом с устьем реки Артур, находящемся на северо-западном побережье Тасмании у «ревущих сороковых» Индийского океана, установлен памятный знак, на котором написано «The Edge of the World. North West Coast Tasmania» («Край света. Северо-западный берег Тасмании»), а также стихотворение Брайана Индера.
К югу от реки Артур находится образованная в 1982 году заповедная зона Артур—Паймен, которая прилегает к побережью Индийского океана. Её северная граница проходит рядом с рекой Артур, южная граница проходит вдоль реки Паймен, а с востока она ограничена реками Франкленд (приток Артура) и Доналдсон (приток Паймена).